# The Twins Effect
Série
The Twins Effect 2
(2004)
Pour plus de détails, voir Fiche technique et Distribution.
The Twins Effect (千機變, Chin gei bin) est un film hongkongais réalisé par Dante Lam et Donnie Yen, sorti en 2003. Il a pour suite The Twins Effect 2.

## Synopsis
Reeve, le meilleur chasseur de vampires de Hong Kong, traque son pire ennemi, le baron Dekotes. Lui, cherche à retrouve Kazaf, le cinquième prince de la nation des vampires. Grâce au sang de Kazaf et à l'ancienne bible des vampires, le baron pourra instaurer un royaume de ténèbres. Reeve cherche une nouvelle partenaire après la mort de l'ancienne s'est tuée par Dekotes. Il va tomber sur Gipsy, une jeune beauté fringante mais inexpérimentée. Les choses vont se compliquer lorsque la jeune sœur de Reeves, Helen, ait une relation avec Kazaf.

## Fiche technique
- Montage : Chan Kei-Hop
- Musique : Chan Kwong-wing
- Production : Carl Chang, Bey Logan et Albert Yeung
- Langue : cantonais, mandarin
- Format : Couleurs - 1,85:1 - Dolby Digital - 35 mm

## Distribution
- Ekin Cheng : Reeve
- Charlene Choi : Helen
- Gillian Chung : Gypsy
- Anthony Wong : Prada
- Edison Chen : Kazaf
- Mickey Hardt : Baron Dekotes
- Josie Ho : Lila
- Ricardo Mamood : Ethan
- Maggie Lau : L'infirmière Maggie
- Jackie Chan : Jackie

## Autour du film
- Jackie Chan et Karen Mok font un petit caméo dans le rôle de jeunes mariés.
- Charlene Choi et Gillian Chung font partie du duo de Cantopop, Twins.

## Récompenses
- Prix des meilleures chorégraphies (Donnie Yen) et des meilleurs effets spéciaux (Eddy Wong), lors du Golden Horse Film Festival 2003.
- Prix des meilleurs effets spéciaux lors des Hong Kong Digital Entertainment Excellence Awards 2004.
- Nomination au prix du meilleur second rôle féminin (Josie Ho) lors des Hong Kong Film Awards 2004.
- Prix des meilleures chorégraphies (Donnie Yen), meilleure direction artistique (Lui Chor-Hung), meilleurs costumes et maquillages (Hai Chung-Man), meilleur montage (Chan Kei-Hop), meilleurs effets sonores (Kinson Tsang) et meilleurs effets spéciaux (Eddy Wong), lors des Hong Kong Film Awards 2004.

## Voir également
- 2004 : The Twins Effect 2, de Patrick Leung et Corey Yuen